# Born To Kill (gangue)
Born to Kill, também conhecido como BTK ou Canal Boys, é um grupo de imigrantes vietnamitas de primeira geração que formaram uma gangue de rua em Nova York na década de 1980. Eles eram ativos na Chinatown da cidade. No início dos anos 1990, o grupo de imigrantes vietnamitas tiveram muitos de seus membros presos e julgados em Nova York no outono de 1992, o que prejudicou significativamente o coletivo.

## História

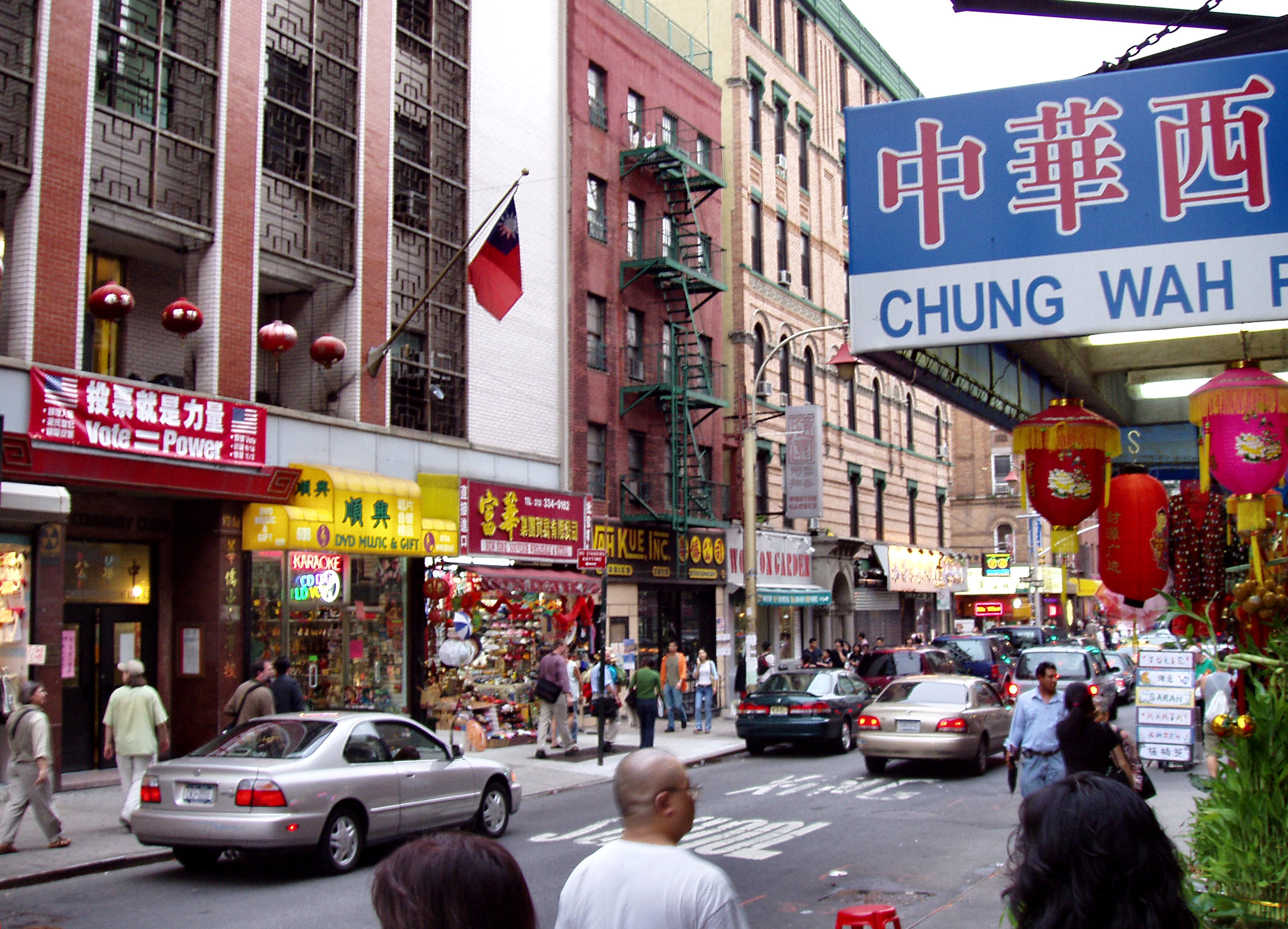
Cidade de Nova York, o centro tradicional de Chinatown, onde está localizado o Chinatown Community Center.

### Vida de Tho Hoang "David" Thai
Foi fundada por Tho Hoang "David" Thai, nascido em Saigon em 30 de janeiro de 1956. Depois da queda de Saigon, Thai deixou o Vietnã com a ajuda de seu pai e se mudou para os Estados Unidos como refugiado em maio de 1975. Ele acabou em Lafayette, Indiana, onde morou em uma casa para meninos da igreja luterana local. Em 1976, ele fugiu com 150 dólares e pegou um ônibus rodoviário com destino a Nova York. Em Nova York, Thai trabalhou em vários empregos diferentes, como ajudante de garçom e lavador de pratos em um restaurante de Manhattan.
Em 1978, ele conheceu e se casou com uma refugiada vietnamita. Lutando para sustentar sua família, Thai se envolveu com o crime e, em 1983, se tornou um membro temporário dos Flying Dragons Vietnamitas, um ramo menor da gangue dos Flying Dragons. Ele cometeu alguns roubos enquanto estava na gangue, mas nunca foi pego. Depois de alguns anos, Thai deixou a gangue e criou seu próprio negócio de relógios falsificados, que se tornou muito lucrativo.

### Nascimento da Gangue
Na década de 1980, muitos jovens vietnamitas chegaram a Nova York e muitos deles acabaram sendo excluídos pela comunidade de Chinatown e se tornando sem-teto. Usando sua riqueza, David Thai começou a ajudar esses jovens com conselhos, dinheiro e um lugar para ficar. Isso fez com que muitos desses jovens se sentissem em dívida com Thai e o seguissem, formando o início do grupo.
Em 1986, vinte e um membros dos Ghost Shadows foram presos por extorsão e alguns meses depois, oito membros da United Bamboo foram presos por acusações semelhantes, o que enfraqueceu ainda mais as estruturas das gangues tradicionais de Chinatown. Com o seu negócio de relógios bem-sucedido, Thai aproveitou a oportunidade para assumir o controle da Canal Street, que mais tarde se tornaria a base principal da gangue. Usando os lucros do negócio de relógios, David Thai organizou uma reunião com vários membros de alto escalão de uma gangue de rua vietnamita que se autodenominava "Canal Boys". Em 1988, o nome da gangue foi estabelecido como "Born to Kill", inspirado no slogan "Born to Kill" usado pelos helicópteros e soldados americanos durante a Guerra do Vietnã. No final da década de 1980, a gangue começou a chamar a atenção na cidade de Manhattan, devido a seus crimes ousados. Isso fez com que muitos grupos menores de criminosos vietnamitas organizados adotassem o nome da gangue, o que permitiu que a Born to Kill se expandisse para outras cidades, estados e até mesmo países como o Canadá. Enquanto algumas dessas gangues menores que adotaram o nome BTK estavam diretamente associadas à gangue, outras não tinham uma ligação direta com o BTK, mas eram identificadas como tal pela mídia e alguns departamentos de polícia.
A maior parte dos membros eram vietnamitas que foram enviados para fora de seu país pouco depois da queda de Saigon e passaram meses e até mesmo anos em campos de refugiados antes de serem colocados em famílias adotivas. Muitos desses jovens deixaram suas famílias adotivas e se juntaram para formar o núcleo da gangue. Durante o reinado da gangue em Chinatown, no final da década de 1980 e início da década de 1990, o restaurante Pho Hanoi, localizado no território da gangue na Canal Street, serviu como sede informal e local de encontro. As proezas da gangue são frequentemente atribuídas ao ambiente caótico de armas e drogas no Vietnã. Born to Kill desafiou a autoridade das gangues estabelecidas de Chinatown. Born to Kill era composta por vietnamitas nativos de Nova York, assim como imigrantes recentes da região dos três estados. Apesar de ser considerada predominantemente vietnamita, a gangue incluía membros de outras etnias. David Thai e suas operações de falsificação de relógios levaram à criação do mercado de falsificações na Canal Street e a tornaram um destino turístico mundial para itens falsificados.

## Atividades
Começando como executores de tríades e grupos de crime organizado chineses estabelecidos, como os Flying Dragons, Born to Kill se organizou e se distanciou desses grupos chineses e era bem conhecida por ignorar ou até mesmo desafiar a autoridade da tríade, pois se considerava fora da estrutura criminosa tradicional de Chinatown. Durante o auge da gangue, no final da década de 1980 e início da década de 1990, a gangue era conhecida por extorquir cerca de 70 lojas localizadas dentro e ao redor de seu território na Canal Street.
David Thai, o líder da gangue, era famoso por operar um negócio de relógios falsificados que lhe renderia cerca de 13 milhões de dólares em 1988. Ele também foi conhecido por administrar um grande bordel, onde trazia mulheres do sudeste asiático para serem prostitutas. Esse bordel era financiado principalmente pela máfia americana e, em troca, Thai entregava a eles uma parte dos lucros obtidos pelos roubos da gangue. Born to Kill também construiu uma reputação de roubos, extorsão e assassinato em toda a cidade. A gangue também já esteve envolvida em um conflito violento com os Ghost Shadows sobre o território das atividades. Até hoje, eles ainda são considerados um dos grupos de crime organizado asiáticos mais violentos que já existiram na cidade de Nova York. De acordo com fontes, a gangue Born to Kill se expandiu para o crime organizado, incluindo tráfico de drogas e assassinato por contratos de aluguel. Eles teriam arrecadado anualmente cerca de 35 milhões de dólares só com a administração de uma operação nacional de cultivo de maconha que atuava de California a Nova York. Várias prisões foram feitas na região dos três estados e cerca de 10 milhões de dólares em drogas foram confiscados em 2018.

## Pico de atividade
Os membros eram principalmente adolescentes e jovens na faixa dos 20 anos, variando de 15 a 35 anos. Eles eram conhecidos por serem agressivos com proprietários de restaurantes, lojistas e comerciantes ao longo da Canal Street. Alguns membros foram recrutados em áreas próximas à Bronx High School of Science.
Em julho de 1990, acreditava-se que havia até 80 membros na ativa na cidade de Nova York e em outubro de 1992, quando suas atividades em Chinatown diminuíram significativamente, ainda havia facções da gangue remanescentes e operando no estado da Geórgia. e Canadá. Os números de pico em Nova York podem ter chegado a 100, com capítulos da gangue operando em Nova Jersey, Califórnia e Texas. Os membros da gangue foram tatuados com as iniciais BTK, um caixão e três velas, significando nenhum medo de morrer. Os membros de Born to Kill também eram conhecidos por terem se moldado a partir de filmes de gângsteres, usando óculos escuros e ternos pretos com cabelos espetados.

### Fora de Nova York
A disseminação da gangue foi mais prevalente em áreas com presença vietnamita estabelecida, incluindo cidades menores como Biloxi, Mississippi e cidades maiores como Dallas, Texas. Antes atuante em outras cidades e estados, a quadrilha nem sempre manteve as atividades de Nova York. Em Sacramento, Califórnia, Born to Kill atuava em áreas menos visíveis, como roubo de chips de computador, bem como na venda de armas para jovens vietnamitas.
Uma das áreas onde a gangue era mais ativa era Atlanta e Doraville, Geórgia, onde continuou a operar até dezembro de 1996.

## Declínio
Em agosto de 1991, o fundador e líder da gangue, David Thai, foi preso junto a vários outros membros importantes da gangue Born to Kill em um dos portos seguros da gangue em Melville, Long Island. Se acredita que tenha sido a primeira prisão de David Thai. Este evento levou à condenação de sete membros de gangues por acusações federais de extorsão em abril de 1992. A maioria dos membros da gangue foi sentenciada entre 13 e 60 anos, enquanto David Thai e dois outros membros foram condenados à prisão perpétua. Após o colapso da liderança da gangue, acredita-se que muitos dos líderes restantes da gangue Born to Kill que evitaram a prisão tenham se mudado para o bairro de Versalhes em Nova Orleans, Louisiana.